# Higini Anglès i Pàmies
Higini Anglès i Pàmies (spanisch Higinio Anglés Pamies, * 1. Januar 1888 in Maspujols; † 8. Dezember 1969 in Rom) war ein katalanischer Musikwissenschaftler und  Priester.

## Leben und Werk
Higini Anglès studierte von 1900 bis 1912 Philosophie und Theologie am Priesterseminar in Tarragona, wo er 1912 zum katholischen Priester geweiht wurde. Seine Lehrer im Bereich der Musik in Barcelona waren Josep J. M. Cogul (Harmonielehre), Vicenç Maria de Gibert (Kontrapunkt und Orgel), Josep Barberà (Komposition) und Felip Pedrell (Musikgeschichte, Musikwissenschaft). Zusammen mit Francesc Baldelló und Gregori Maria Sunyol gründete er 1915 die Barceloneser Associació Gregoriana (Verein zur Förderung des Gregorianischen Gesanges). 1923 reiste er nach Deutschland, wo er bei Willibald Gurlitt an der Universität Freiburg im Breisgau und bei Friedrich Ludwig an der Universität Göttingen Musikwissenschaft studierte.
Higini Anglès wurde 1917 auf Empfehlung seines Lehrers Felip Pedrell zum  Leiter der Musikabteilung der Biblioteca de Catalunya ernannt. Diese Position hatte er bis 1957 inne. 1927 erhielt er die Stellung eines Professors für Musikgeschichte am Conservatori del Liceu. 1933 begann er, an der Universität Barcelona zu lehren. In den Jahren des Spanischen Bürgerkrieges von 1936 und 1939 lebte er im Kloster der Englischen Fräulein in München (Nymphenburg). Er war Mitglied des Institut d’Estudis Catalans. Von 1933 bis 1958 war er stellvertretender Direktor der International Musicological Society. 1943 wurde er zum Direktor des neu gegründeten Instituto Español de Musicología des CSIC ernannt. Von 1947 bis zu seinem Tod 1969 war er Präsident des Päpstliches Institut für Kirchenmusik in Rom.
Seine Tätigkeit als Musikwissenschaftler begann mit der Sammlung von traditionellen Liedern aus den Pyrenäen und anderen Regionen Kataloniens. Später konzentrierte er sich auf die spanische und katalanische Musik des Mittelalters. Er war maßgeblich an Aufbau und Organisation der Musiksammlungen der Biblioteca de Catalunya beteiligt. Er gab eine große Anzahl mittelalterlicher und frühneuzeitlicher spanischer und katalanischer Musik heraus. Eines seiner wichtigsten Werke, mit dem er in der Forschergemeinschaft bekannt wurde, war die Herausgabe des Còdex musical de Las Huelgas (1928–31) in einer Faksimile- und in einer transkribierten Ausgabe. Vor dem Bürgerkrieg leistete er herausragende Arbeit bei der Wiederherstellung katalanischer Musik des Mittelalters und der Renaissance. Er gab beispielsweise die Madrigale und die Totenmesse von Joan Brudieu (1921) heraus. In Zusammenarbeit mit Robert Gerhard veröffentlichte er das kammermusikalische Werk von Pater Antoni Soler mit der Ausgabe der Sechs Quintette für Streicher und Orgel (1933). Er gab das Gesamtwerk des Organisten Joan Baptista Cabanilles (1927–56) und eine Anthologie spanischer Organisten des 17. Jahrhunderts (1965–68) heraus. 1941 begründete er die Sammlung Monumentos de la Música Española, die er bis zu seinem Tode leitete. Innerhalb dieser Sammlung gab er das Werk La música en la corte de los Reyes Católicos (1941–51) heraus. In Zusammenarbeit mit Josep Subirà verfasste er die drei Bände des Musikkatalogs der Nationalbibliothek von Madrid (1946–51). Er verfasste nahezu 200 Fachartikel in Fachzeitschriften oder Sammelwerken. Seine Werke sind in den Scripta musicologica Hygini Angles zusammengestellt.